# Patrick Hernandez
Patrick Pierre Hernandez (Le Blanc-Mesnil, 1949. április 6. –) francia énekes, akinek legismertebb dala az 1979-es "Born to Be Alive" diszkósláger, amely hazájában a slágerlisták élére került, nem kevesebb mint 52 országban pedig aranylemez lett.

## Élete
Hernandez édesapja spanyol, édesanyja olasz.

## Diszkográfia

### Stúdióalbumok
- 1979: Born to Be Alive
- 1980: Crazy Day's Mystery Night's
- 1981: Good Bye

### Kislemezek
- 1978: I Give You Rendez-Vous
- 1979: Born to Be Alive
- 1979: Back to Boogie (Patrick Hernandez és Hervé Tholance)
- 1979: You Turn Me On (Hervé Tholance és Patrick Hernandez)
- 1979: Disco Queen
- 1980: Someone’s Stepping on My Mushrooms (Jorge Bennel)
- 1980: Can’t Keep It Up
- 1981: Good Bye
- 1981: Down on Easy Street
- 1981: I’m Loosing Sleep over You
- 1982: Y’a toujours des samdis soir
- 1982: Non Stop
- 1982: Fais moi calin
- 1983: Tallulah
- 1988: Born to Be Alive – Re-Mix ’88
- 1988: Kalisha Kalima
- 1997: Get Ready
- 1998: Diva des nuits Disco (Nomy feat. Patrick Hernandez)